# Reino de Emesa
O Reino de Emesa foi um reino cliente do Império Romano, governado pela dinastia samsigerâmida (em árabe: آل شمسيغرام; romaniz.: ʾāl-Šamsīġirām) de reis-sacerdotes, que existiu de 64 a.C. até entre 72 e 78/9, ou no mais tardar no reinado do imperador Antonino Pio (r. 138–161). Surgiu quando Samsigéramo I, um nobre de origem árabe, foi confirmado como rei pelo general Pompeu no rescaldo da dissolução do Império Selêucida. Todos os governantes subsequentes manter-se-iam aliados do romanos até a eventual extinção da linhagem reinante e em alguns momentos envolveram-se nos assuntos romanos enviando tropas. Uma das atribuições da linhagem reinante era de patrulhar rotas nos territórios romanos sem custo à mão de obra imperial. Sua primeira capital foi Aretusa (atual Arrastã) e então Emesa (atual Homs).

## História
O reino foi fundado em 64 a.C. por Samsigéramo I, um membro da tribo nômade dos emesenos, quando o general romano Pompeu o reconheceu como filarco (xeique) de sua tribo com sede em Aretusa (atual Arrastã). Emesa (atual Homs) também foi concedida. Essa concessão foi uma consequência de sua participação no assassinato do rei Antíoco XIII (r. 82–64 a.C.) do Império Selêucida, de quem originalmente era um aliado, e a eventual anexação da região pelos romanos. Cícero apelidou Pompeu de Samsigéramo para zombar das pretensões dele como potentado oriental. O Reino de Emesa foi o primeiro reino cliente árabe dos romanos nas franjas do deserto e exerceu controle indireto sobre as tribos nômades do interior. Sua criação permitiu aos nômades emesenos se assentarem e acumularem riquezas pelo controle e proteção das caravanas comerciais que cruzavam seu território. Por conseguinte, transferir a responsabilidade de policiar rotas e preservar a integridade dos territórios romanos para governantes clientes como Samsigéramo desonerava o tesouro imperial e não necessitava de mão de obra romana.
Na segunda metade do século I a.C., durante o reinado de Jâmblico I (r. 51–32 a.C.), filho de Samsigéramo, a capital foi transferida de Aretusa para Emesa. Jâmblico foi mencionado pela primeira vez em 51 a.C., quando Cícero, que à época era governador da Cilícia, o considerou como um aliado em potencial contra a ameaça do Império Arsácida da Pérsia. Em 47 a.C., ao lado de Soemo e Ptolemeu, outros possíveis membros de sua dinastia, enviou destacamentos para auxiliar Júlio César em seu cerco de Alexandria, no Reino Ptolemaico. Estrabão (XVI.2.10-11), ao mencionar a revolta de Quinto Cecílio Basso (46–44 a.C.), faz menção a Samsigéramo e Jâmblico, o que indica que ao menos até esse momento seu pai ainda estava vivo. Jâmblico aparentemente se submeteu ao governador da Síria Caio Cássio Longino, um dos conspiradores que assassinaram César em 44 a.C., e então a Marco Antônio. Em 32 a.C., Antônio suspeitou de suas intenções, o depôs e assassinou. O trono de Emesa foi concedido ao irmão dele, Alexandre, que foi morto por Otaviano (futuro Augusto) em 31 a.C., no rescaldo de sua vitória na guerra civil contra Antônio. O reino foi dissolvido e o território foi controlado diretamente pelos romanos até o ano 20 a.C., quando Augusto instalou no trono Jâmblico II (r. 20 a.C.–14 d.C.), filho de Jâmblico I.
Nada se sabe sobre o reinado de Jâmblico II, exceto que pode ter sido o primeiro de sua família a receber a cidadania romana e seus familiares agregaram o gentilício Júlio em seus nomes nas inscrições do período. Haja vista seu reinado coincidir com o período de paz vivenciado durante o reinado de Augusto (r. 27 a.C.–14 d.C.), assume-se que foi uma Era de Ouro de Emesa, como sugerido pela opulência dos achados arqueológicos na necrópole de Emesa (Tel Abu Sabum). Foi sucedido em 14 por Samsigéramo II (r. 14–48), que não era seu filho e inaugurou um ramo colateral da dinastia no poder. O vale do Beca e Heliópolis (atual Balbeque), os centros de poder do ramo emeseno de Samsigéramo II, foram controlados diretamente por Emesa, o que justifica a menção dele numa inscrição latina de Heliópolis, ao lado de seu filho Soemo. Nela, foram estilizados como grão-reis (reges magni), à moda dos iranianos. Samsigéramo também foi citado ao lado do general Germânico numa inscrição de 18/9 do Templo de Bel em Palmira, na qual aparece como grão-rei. Essa atestação reforça a estreita relação entre Emesa e Palmira, com Samsigéramo como intermediário entre as autoridades do Império Romano e os palmirenos. Esse papel é confirmado quando atuou, em 32, como emissário de Tibério (r. 14–37) para Palmira. No final de seu reinado, concedeu o controle de Cálcis a Herodes (r. ?–48), filho de Aristóbulo IV, e então Herodes Agripa II (r. 48–53). Em 42/3, compareceu no encontro de reis convocado por Herodes Agripa I (r. 41–44) em Tiberíades, na Galileia, onde estiveram presentes Herodes de Cálcis, Polemão II (r. 38–62) do Ponto, Cótis IX (r. 38–47) da Armênia Menor e Antíoco IV (r. 38–72) de Comagena. Samsigéramo foi sucedido por seu filho Azizo em 47/8.
Pouco se sabe do reinado de Azizo (r. 47/8–54). Em 53, casou-se com Drusila, filha de Herodes Agripa I, com a condição de que fosse circuncidado (Flávio Josefo, Antiguidade Judaicas, XX.7.1). Quando morreu em 54, foi sucedido por seu irmão Soemo, que reinou de 54 até sua morte em 73. Sob seu governo, as relações de Emesa com o governo de Roma se estreitaram. Em 70, no cerco romano de Jerusalém, enviou arqueiros emesenos para ajudar o exército romano. Também auxiliou Vespasiano (r. 69–79), em 72, na anexação do Reino de Comagena. Soemo morreu em 73 e foi sucedido por seu filho, Caio Júlio Alexião. Apesar do fato de que a dinastia era aliada leal a Roma, por razões desconhecidas o Estado Romano reduziu seu governo autônomo. Alexião foi aparentemente o último rei e após sua morte em 78, o reino provavelmente foi absorvido pela província da Síria, mas não há evidências explícitas de que isso tenha ocorrido. Caio Júlio Samsigéramo (fl. 78 ou 79), "da tribo Fábia, também conhecido como Silas, filho de Caio Júlio Alexião", foi o construtor do chamado Túmulo de Samsigéramo que antigamente ficava na necrópole de , conforme registrado numa inscrição que se diz ter pertencido ao monumento. De acordo com Maurice Sartre, a cidadania romana do proprietário, atestada por seus três nomes (tria nomina), apoia fortemente o parentesco com a família real. A falta de alusão ao parentesco real é melhor explicada se a dinastia tivesse sido privada de seu reino pouco antes da construção do mausoléu e o referido reino tivesse sido anexado à província romana da Síria, o que ocorreu muito provavelmente entre 72 e a construção do mausoléu. Conforme redigido por Andreas Kropp, "o que o construtor realmente queria enfatizar é que era um cidadão romano portador dos três nomes."

## Economia
A economia do reino era baseada na agricultura. Com solo vulcânico fértil no vale do Orontes e um grande lago, bem como uma represa através do Orontes ao sul de Emesa, que fornecia bastante água, o solo de Emesa era ideal para o cultivo. As fazendas forneciam trigo, vinhas e azeitonas. Emesa era uma cidade muito rica, pois fez parte de uma rota comercial do Oriente que atravessava ela e Palmira em seu caminho à costa.

## Arqueologia
O que se sabe sobre o reino e sua dinastia advém de evidências arqueológicas, já que as antigas fontes históricas romanas não fornecem muitas informações. É de inscrições que sabemos os nomes dos reis, seus parentes e as informações limitadas sobre suas vidas. Existem evidências arqueológicas na cidade de Salamia, que foi reconstruída por Samsigéramo I. Fora ela, há o castelo de Xememis, que fica no topo de um vulcão extinto construído por Samsigéramo I, e a necrópole dinastia de Tel Abu Sabum; entre aqueles que estão enterrados lá estão Alexandre, Soemo e Júlio Alexandre. Os restos do Túmulo de Samsigéramo foram explodidos com dinamite pelas autoridades otomanas por volta de 1911, para abrir espaço para um depósito de óleo.
Sobreviveram também moedas. As primeiras conhecidas foram emitidas para celebrar o culto de Heliogábalo sob o imperador Antonino Pio (r. 138–161). Elas retratam uma águia empoleirada numa pedra preta e um elaborado altar monumental sendo mostrado. Duas fileiras sobrepostas de nichos, entre duas pilastras, ficam numa base maciça; com estátuas em cada um dos seis nichos. Acima está um altar menor, encimado pela própria grande pedra, ornamentado com marcações misteriosas.